# Скво Лејк (Минесота)
Скво Лејк (енгл. Squaw Lake) град је у америчкој савезној држави Минесота.

## Демографија
По попису из 2010. године број становника је 107, што је 8 (8,1%) становника више него 2000. године.
| Група             | 2000.      | 2010.      |
| Белци             | 30 (30,3%) | 50 (46,7%) |
| Афроамериканци    | 0 (0,0%)   | 0 (0,0%)   |
| Азијати           | 1 (1,0%)   | 1 (0,9%)   |
| Хиспаноамериканци | 1 (1,0%)   | 0 (0,0%)   |
| Укупно            | 99         | 107        |